# Nimmyo
Imperador Nimmyo (仁明天皇, NImmyo-tennō, 810—850) foi o 54º Imperador do Japão, na lista tradicional de sucessão.

## Vida
Nimmyo era o segundo filho do Imperador Saga e da Imperatriz Tachibana no Kachiko. Reinou de 833 a 850. Antes da sua ascensão ao trono, seu nome era Masara.
Em 06 de janeiro de 823 Nimmyo recebeu o título de príncipe herdeiro aos 14 anos de idade.
Em 22 de março de 833, no 10º ano do reinado do Imperador Junna, este abdica em favor do Imperador Nimmyo. Pouco depois de entronizado Nimmyo designou o Príncipe Tsunesada, filho de Junna, como o príncipe herdeiro.
Entre 838 e 839 ocorreu a missão diplomática para a China da Dinastia Tang liderada por Fujiwara no Tsunetsugu.
Em 842, na sequência de um golpe de Estado chamado de Incidente Jowa  , Tsunesada o príncipe herdeiro foi substituído com príncipe herdeiro pelo primogênito de Ninmyō, o Principe Michiyasu (mais tarde entronado como Imperador Montoku ) cuja mãe era a Imperatriz Fujiwara no Junshi, filha do Sadaijin Fujiwara no Fuyutsugu. Esta reviravolta foi o resultado da intriga política planejada por Ninmyō e Fujiwara no Yoshifusa. O primeiro do que se tornaria uma poderosa linha de Sesshō Fujiwara, Yoshifusa tinha numerosos laços familiares na corte imperial; era cunhado de Ninmyō (sua irmã tornou-se consorte de Ninmyō), era o segundo filho do Sadaijin Fuyutsugu, e tio do novo príncipe herdeiro.
Em 06 de maio de 850 o Imperador Nimmyo morreu aos 40 anos de idade. O Imperador  Junna é tradicionalmente venerado em um memorial no santuário xintoísta em Quioto. A Agência da Casa Imperial designa este local como Mausoléu de Junna. E é oficialmente chamado de Ōharano no Nishi no Minenoe no Misasagi (大原野西嶺上陵, Mausoseu Imperial Ōharano no Nishi no Minenoe).

## Daijō-kan
- Sadaijin, Fujiwara no Otsugu　(藤原緒嗣),　773–843.[6]
- Sadaijin, Minamoto no Tokiwa　(源常),　844–854.[3]
- Udaijin, Kiyohara no Natsuno　(清原夏野),　782–837.[3]
- Udaijin, Fujiwara no Tadamori (Mimori, 藤原三守),　d. 840.[3]
- Udaijin, Minamoto no Tokiwa　(源常) 840–844.
- Udaijin, Tachibana no Ujikimi　(橘氏公),　783–847.[3]
- Udaijin, Fujiwara no Yoshifusa　(藤原良房),　804–872.[3]
- Udaijin, Fujiwara no Otsugu, 825–832.[6]
- Dainagon, Fujiwara no Otsugu, ?–825.[2]